# Малая Ольшанка (Кировоградская область)
Ма́лая Ольша́нка (укр. Мала Вільшанка) — село в Ольшанской поселковой общине Голованевского района Кировоградской области Украины.
До 2020 года входило в Ольшанский район
Основано в 1887 году. Население по переписи 2022 года составляло 350 человека. Почтовый индекс — 26607. Телефонный код — 5250. Код КОАТУУ — 3524382601.